# Феллан
Феллан (нім. Vellahn) — громада в Німеччині, розташована в землі Мекленбург-Передня Померанія. Входить до складу району Людвігслуст-Пархім. Складова частина об'єднання громад Царрентін.
Площа — 106,48 км2. Населення становить 2756 ос. (станом на 31 грудня 2020).

## Галерея

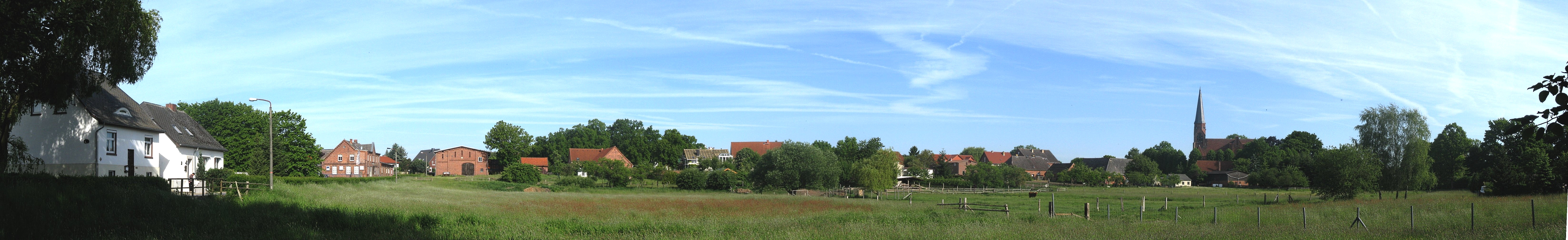
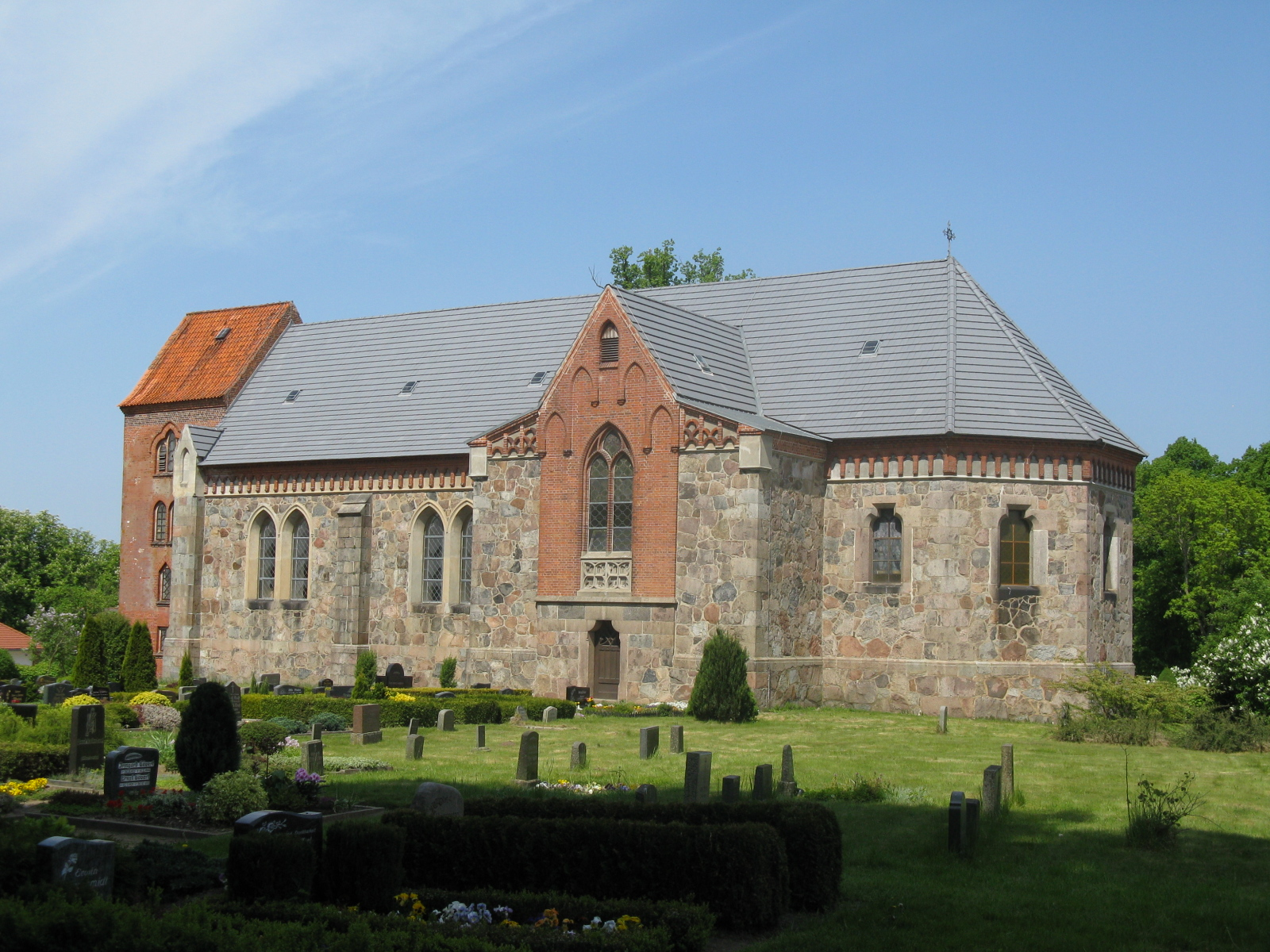
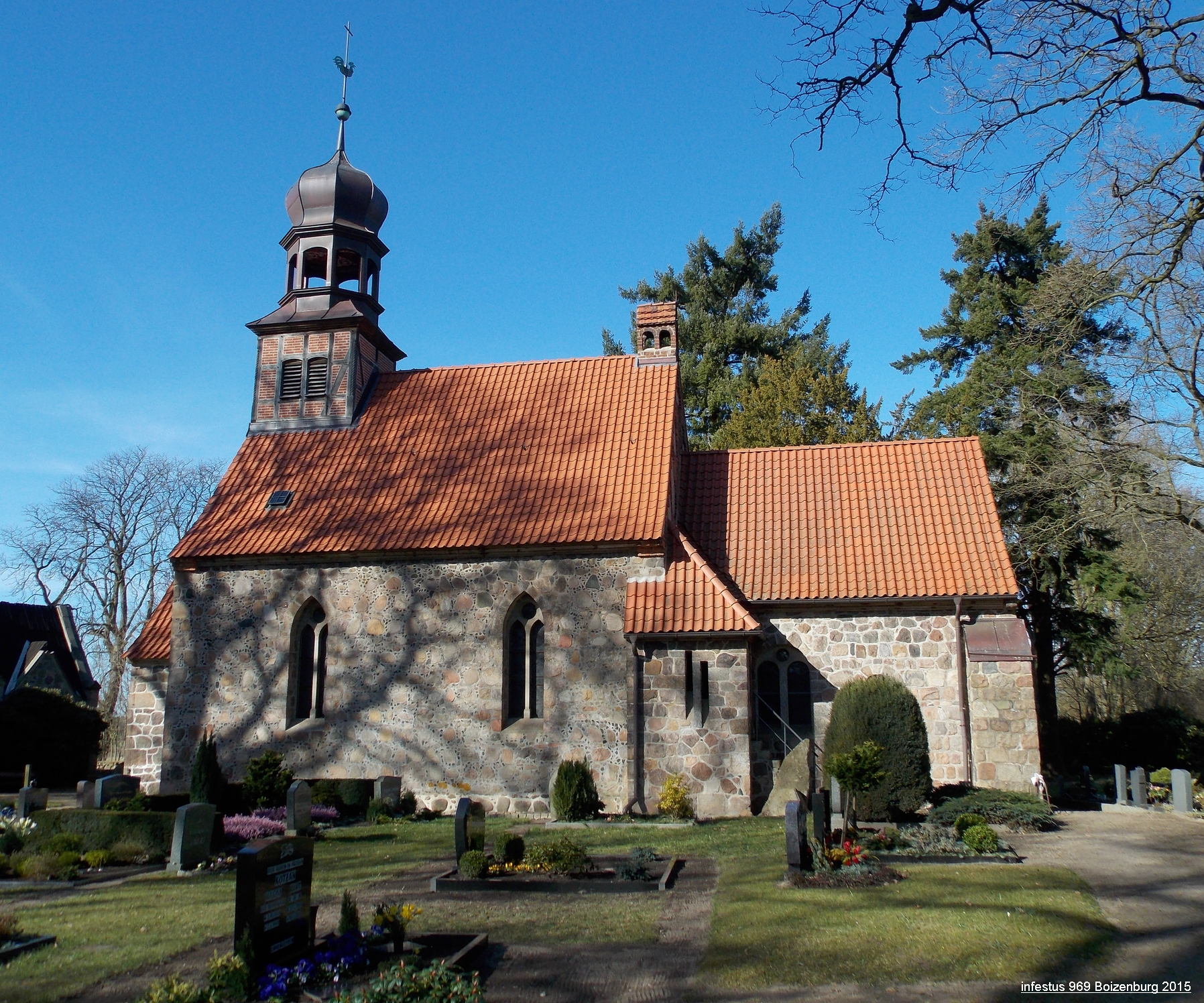
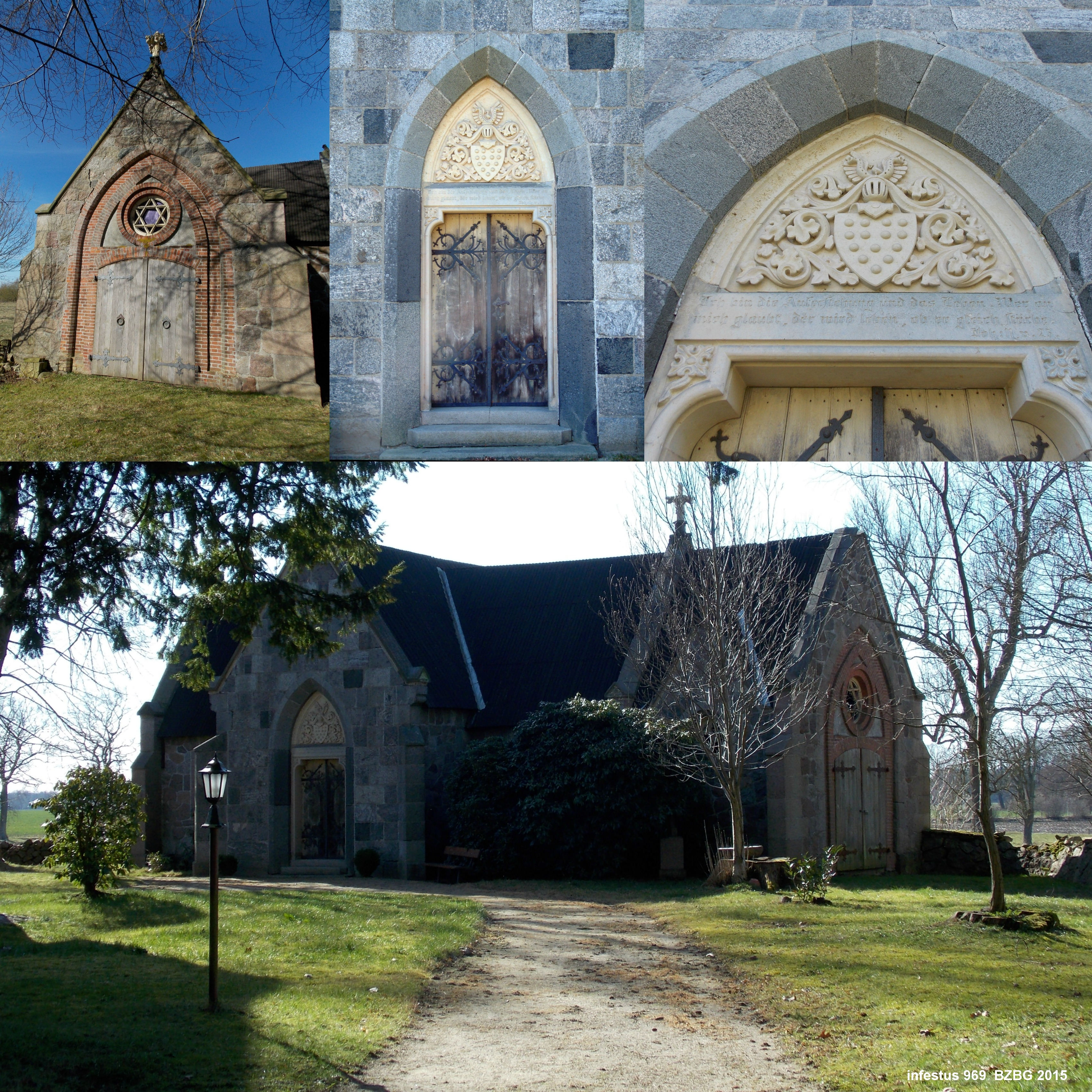
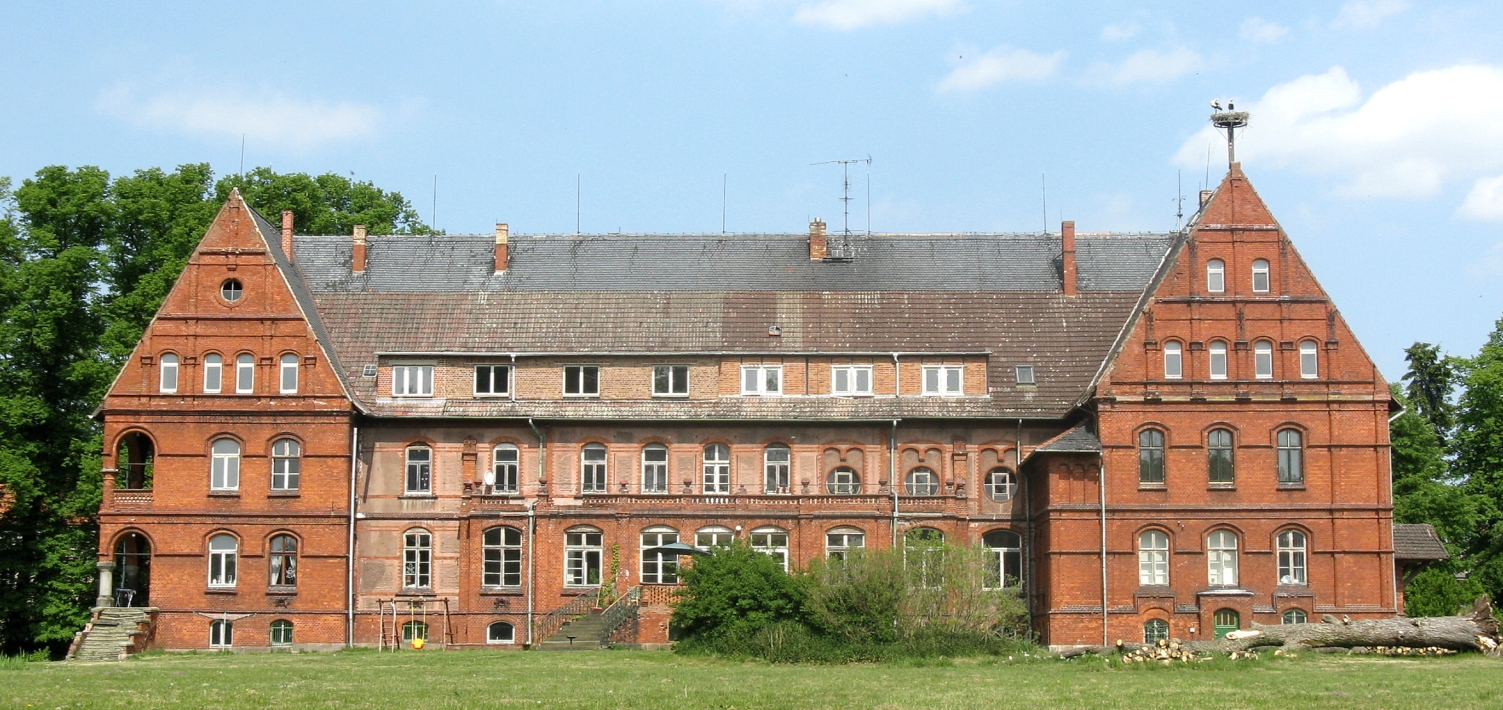
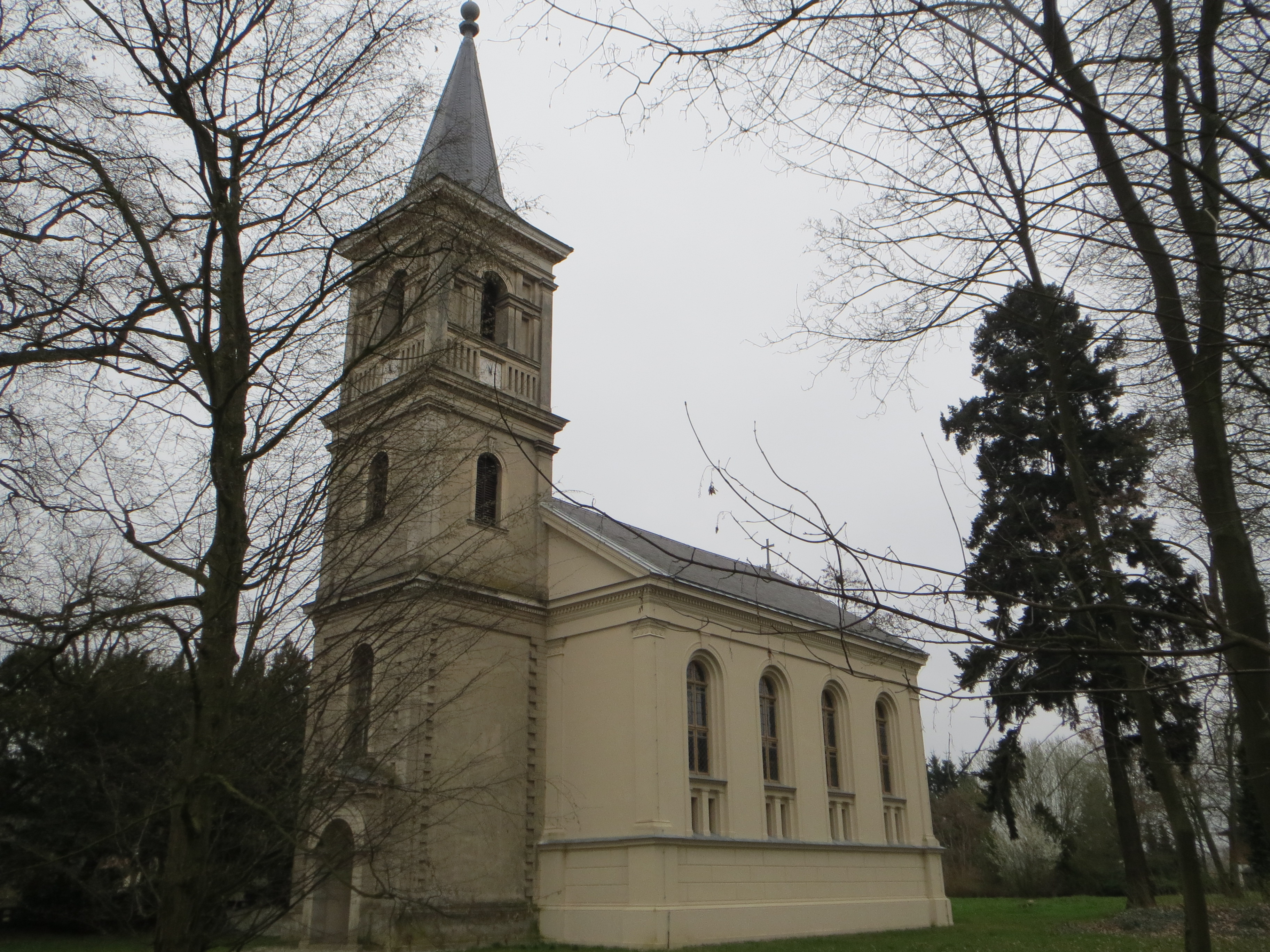